# ラジパラw
ラジパラw（ラジパラダブリュー）は2016年4月2日から2020年3月28日までMROラジオで、制作・放送されていたラジオ番組である。通称「ラジパラ」。ここでは前身番組『鼻毛の森のラジパラ?〜RADIO PARASITE〜』（はなげのもりのラジパラ? ラジオ・パラサイト。2011年4月9日～2013年3月30日）、『鼻毛の森のラジパラ乙 RADIO PARADOX』（はなげのもりのラジパラゼット ラジオ・パラドックス。2013年4月6日～）についても取り上げる。

## 概要
2011年4月9日に『鼻毛の森のラジパラ?』のタイトルで放送を開始したローカルワイド番組。同局で2010年10月9日から2011年3月26日まで放送していた『鼻毛の森といえば鼻毛の森のRADIO NEGA★MAX』を拡大・発展した番組である。鼻毛の森自身にとっては、同局内では2つ目の冠番組である。番組名である「パラ」とは「パラダイス」ではなくパラサイト（＝寄生）のことである。
番組のオープニングテーマ冒頭に流れる「この番組は、MRO公認申請中のプログラムである…」というナレーションは、同局アナウンサーの谷川恵一によるもの。
放送開始当初は、各週ごとに1つのテーマを設定してトークを展開していく番組構成であった。更に番組トータルメッセージコンセプトとして「投稿！夢の島」と呼ばれる、他番組にメッセージを送信したものの読まれなかったメッセージを当番組に原文のまま転送してそれを紹介するコーナーがあった。しかしほとんど取り上げることはなく、2011年9月3日（第21回）放送分以降はこの構成はなくなり、「投稿！夢の島」はコーナー化することとなったものの、2011年10月2日（第25回）放送分現在までコーナー化されていない。
2011年4月9日の初回放送分には「みのもんたさんごめんなさい お前誰やねんスペシャル」の副題が添えられた。これは当番組の前番組であった『みのもんたのウィークエンドをつかまえろ』（文化放送からのネット）を打ち切ったことを意識したものであった。
2011年4月24日に行われた『爆笑問題の日曜サンデー』（TBSラジオ、MROにもネット）の「全日本ラジオ新番組選手権2011」にエントリーし、4位にランクインした。この「選手権」には山里亮太が出演していたが、これが縁で水曜JUNK『山里亮太の不毛な議論』（MROは非ネット）の出演も果たし、番組内で当番組の番組宣伝も行った。
2013年4月6日、アシスタントを大木アナに交代し、番組タイトルを『鼻毛の森のラジパラ乙（ゼット）』に変更。ただし、番組内容は前番組をほぼ踏襲している。
2015年9月26日に大木アナが番組を卒業。これ以降、「週替わりサポート女子」と呼ばれるローカルタレントが加わるようになる。
2016年4月2日、番組タイトルを『ラジパラw』（ラジパラダブリュー）に変更。
2018年4月7日より大木アナ卒業以来2年半ぶりにMROアナウンサー(竹村りゑ)がアシスタントに起用されることになった。
2020年3月28日を以って、前身番組から含めて9年間の歴史に幕を下ろすことになった。鼻毛の森は2020年4月3日より『おいね★どいね』の金曜日MCを担当している。
同番組終了後の4月からは『久米宏ラジオなんですけど』(TBSラジオ制作)のネットに切り替えるため、同時間帯の自社制作番組から撤退することになった。

## 出演者
- 鼻毛の森
- 竹村りゑ（当時北陸放送アナウンサー）※アシスタント。2018年4月7日 - 2020年3月28日

### 過去の出演者
- 大木文香（当時北陸放送アナウンサー）※アシスタント。2013年4月6日 - 2015年9月26日
- 福島彩乃（当時北陸放送アナウンサー）※アシスタント。2011年4月9日 - 2013年3月30日
- 井上昌己 2011年4月9日 - 12月31日。

## 放送時間
- 毎週土曜日　13:00 - 15:00（日本標準時（JST））

## タイムテーブル
2018年3月現在。記載時刻はおよその時刻である。
- 13:00　前説
- 13:10　オープニング・番組案内
- 13:20　電話で大喜利「しゃべりたそうじゃん！ラジパラクイズ」
- 13:30　メッセージ紹介　※変更の場合あり
- 13:40　間接的目隠しクイズ「サワルタベルドン」
- 13:48　交通情報
- 14:00　ニュース・天気予報
- 14:10　アナウンサー居残りタイム＆各種案内
- 14:15　ラジパラ裁判
- 14:30　ゲストコーナー
- 14:45　教えて鼻毛さん！　※変更の場合あり
- 14:50　エンディング・次週予告

## 主なコーナー
しゃべりたそうじゃん！ラジパラクイズ
リスナー参加型クイズコーナーではあるが、実際は大喜利コーナーである。鼻毛が出題した「正解のない」お題に対する答えを電話で受け付ける。鼻毛が気に入った答えを解答した者が正解となり、某温浴レジャー施設の優待券がプレゼントされる。
間接的目隠しクイズ「フレテミタ―」
リスナー参加型クイズコーナー。下述「彩乃の食べ物堪能→あやかのふぅぅん、試しチャオ…」を事実上踏襲した内容。答えはメールで受け付け。タイトルは「プレデター」のパロディ。
教えて鼻毛さん！
鼻毛の森がリスナーからの質問に答える。回答中は「おしえて」（「アルプスの少女ハイジ」主題歌）が流れる。

## 過去に存在したコーナー
～井上昌己のキレイな時間～ B.G.LAKE
14:00頃のコーナー。井上昌己が登場し、井上の楽曲の中の歌詞からトークを展開するコーナーである。電話出演がメインであるが、井上がイベント等で北陸地方を訪れる際はスタジオへ立ち寄る形で生出演することもある。井上昌己自身は第1回の放送開始当初から出演しているが、コーナーが正式にレギュラー化されてコーナー名が決まった時期は2011年5月21日（第7回）からだった。第1回の時点ではコーナー名が決まっていなかった。コーナー名のB.G.LAKEは四字熟語の美辞麗句からとられている。2011年12月31日終了。
彩乃の食べ物堪能→あやかのふぅぅん、試しチャオ…
リスナー参加型クイズコーナー。鼻毛が目隠しをして食べている食材が何かを当てるコーナーだった。タイトルはそれぞれ『渡辺篤史の建もの探訪』、『痛快なりゆき番組 風雲!たけし城』のパロディ。
アニソン天気予報
13:55頃のコーナー。当番組内で唯一、天気予報を伝えている。バックに流れる楽曲はアニメソング（もしくは特撮ソング）であり、これをバックに福島アナが天気予報を読み上げる。このコーナーでは、リスナーから楽曲のリクエストを受け付けている。なお、2011年4月23日（第3回）から6月25日（第11回）までは鼻毛の森がギターを弾きながら楽曲を大声で歌いつつ、同アナが天気予報を読み上げるものであった。
あの人なら今
ゲストコーナー。コーナー名はあの人は今!?からとられているが、一世風靡した有名人に限らず、様々なジャンルの有名人が登場している。コーナー開始時に流れるテーマ曲は葉加瀬太郎の『Etupirka』である。基本は事前収録であるが、ゲストが生電話で出演することもある。
世界の社長から
ゲストコーナーであるが、前述の「あの人なら今」とは異なり、北陸地方の企業のトップをゲストとして招き、その企業を紹介することを主眼としている。これは『げつきんワイド!おいね★どいね』のコーナーの1つである「シゴトのツボ」と同類であるが、コーナーの締めには将来的には当番組のスポンサーになってもらうよう同意を促すパロディを行っている。コーナー名とコーナー開始時に流れるテーマ曲は世界の車窓からを元にしている。録音放送。
ラジオ人生相談　～あなたへスルーパス～
リスナーからの相談を受け付け、それに答えるコーナー。“人生相談”と銘打っているもののテレホン人生相談などとは異なり、相談内容はシリアスな内容を求めておらず、リスナーに軽く流せる程度のものである。コーナー開始時に流れるテーマ曲はcobaの『過ぎ去りし永遠の日々』である。
You！出る杭は打っちゃいNa！
ゲストコーナー。上記2つのゲストコーナーとは異なり、招くゲストはブレイクまでには至っていない比較的若手のアーティストなどを対象としている。コーナー開始時に流れる曲は矢沢永吉の『チャイナタウン』である。
ウィークリーニアミスリクエスト
楽曲リクエストコーナー。ただし当コーナーに限り、リスナーがリクエストした楽曲は、鼻毛の森がそのリクエスト曲に近い雰囲気を持つ自身の楽曲を流すことをコンセプトにしている。前身番組である『鼻毛の森といえば鼻毛の森のRADIO NEGA★MAX』放送時にも存在したコーナーであった。
あやジャポフライングゲット
MROテレビで放送されている『あやジャポ』のラジオ版と言ってもよい。
鼻毛の森劇場 チャバーン
鼻毛が日常の様々なシチュエーションに対する語録を述べるコーナー。コーナーは『宇宙刑事ギャバン』の主題歌のサビに鼻毛が「チャ」と合いの手をかぶせて始まる。